# Astragalus baghlanensis
Astragalus baghlanensis är en ärtväxtart som beskrevs av I.Deml. Astragalus baghlanensis ingår i släktet vedlar, och familjen ärtväxter. Inga underarter finns listade i Catalogue of Life.